# Quai des Belges (Strasbourg)
Pour les articles homonymes, voir Quai des Belges.
Le quai des Belges est une voie de circulation de la ville de Strasbourg, en France.

## Situation et accès
Il est situé dans le quartier de l'Esplanade, qui est englobé dans le quartier Bourse - Esplanade - Krutenau.
D'une longueur de 940 m, il est le prolongement du quai des Alpes et débute au niveau de la parc de la Citadelle. Il adopte un tracé circulaire orienté vers le nord et se termine au rond-point formant l'intersection avec le rue du Général-Picquart et la rue d'Ostende.

Le quai des Belges se trouve sur la rive gauche du canal du Rhône au Rhin.
La station de tramway Place d'Islande (ligne F) et l'arrêt de bus du même nom de la ligne 2 se trouvent à un peu moins de 500 m à pieds.

## Historique
En 1920, le quai est appelé « quai des Belges » avant de prendre durant l'occupation, en 1940, le nom de « Flamenstaden » puis en 1941 « Schweitzerstaden » (quai de la Suisse) avant reprendre le nom de « quai des Belges » à la Libération.